# エコー2型原子力潜水艦
エコーII型原子力潜水艦（英語: Echo II class submarine）は、ソビエト連邦海軍・ロシア海軍が運用していた巡航ミサイル潜水艦の艦級に対して付与されたNATOコードネーム。ソ連海軍での正式名は675型潜水艦（ロシア語: Подводные лодки проекта 675）であった。艦種記号上は潜水巡洋艦である。
対地巡航ミサイルを主兵装とする659型（エコーI型）をもとに、対艦巡航ミサイルを装備するよう改設計したものであり、ソ連海軍の巡航ミサイル原潜（SSGN）としては初めて対水上攻撃を主任務としていた。静粛性に欠け、またミサイルも浮上して発射せざるを得ないなど性能には制約が多かったが、貴重な対水上打撃力として29隻が建造された。

## 来歴
本型は、先行する659型（エコーI型）をもとに、その主兵装をP-6（SS-N-3A/B「シャドック」）対艦ミサイルに転換したものである。659型は、627型（ノヴェンバー型）攻撃型原子力潜水艦をもとにP-5対地巡航ミサイルを搭載するよう改設計したものであり、1960年代初頭には弾道ミサイル搭載潜水艦（SSBN）を補完する対地火力として、ソヴィエト連邦の核戦略の一翼を担っていた。しかしその後、潜水艦発射弾道ミサイル（SLBM）の配備進展に伴って、対地巡航ミサイルの価値は相対的に低下する一方、仮想敵となるアメリカ海軍空母機動部隊においては、E-2A早期警戒機およびF-4艦上戦闘機の配備によって制圧範囲が拡大しており、従来の魚雷を主兵装とする在来型潜水艦よりも強力な対艦攻撃戦力が求められていた。このことから、1956年、以前P-5を開発した第52設計局は、これをもとにした対艦ミサイルの開発に着手した。そして同年8月、以前659型を設計したルービン設計局（OKB-18）は、これを主兵装とした対艦任務の巡航ミサイル原潜の設計を開始した。これによって開発されたのが本型である。

## 設計

本型のイメージ図。

上記の経緯から、本型の設計は、おおむね659型のそれを踏襲している。しかし一方で、659型がP-5を6発搭載していたのに対し、本型では8発搭載するよう要求されたことから、排水量は20パーセント増大した。一方で、主機関は627型以来のVM-A加圧水型原子炉2基による2軸推進とされていたことから、速力は10パーセント低下している。
船体素材が低磁性鋼であったことから、気泡や腐食の問題が多く発生し、また原子炉の問題と推進器の高回転数のために水中放射雑音は比較的大きかった。なお水中放射雑音については、同系統の主機を搭載した627型においては、5-200Hzにおける離散周波数騒音は170dB、1kHzにおいては150dBとされていた。
また本型の主兵装となるP-6（SS-N-3A/B「シャドック」）対艦ミサイルは、450kmという当時としては長大な射程を誇っていたものの、発射時にはP-5と同様に浮上する必要があり、浮上後にコンテナに15度の仰角をつけるため、発射準備時間は3分を要した。また発射後も、ミサイル本体のシーカーで目標を追尾できる距離に接近するまでは、艦上のオペレータが誘導する必要があり、その間、艦は潜航できず、非常に脆弱な態勢を強いられた。

## 配備
上記のような制約にもかかわらず、本型はソ連海軍が外洋に展開できる最有力の対水上打撃力であったこともあって、1962年から1967年までに29隻が竣工し、ソ連海軍原潜史上で最多数のSSGNとなった。このように多数が運用されたこともあり、本型からは多くの派生型が生まれている。
- 675MK型 - 対艦ミサイルをP-500「バザーリト」（SS-N-12「サンドボックス」）に換装したもの。1976年から1984年にかけて9隻が改装。
- 675MKV型 - 対艦ミサイルをP-1000「ヴルカーン」（SS-N-12「サンドボックス」）に換装したもの。1981年から1990年にかけて4隻が改装。
- 675N型 - 工作員の輸送を主任務とする特殊作戦型。K-170の1隻のみが改装。
- 675K型 - SLCMの測的のため、カセトカ型海軍衛星偵察・誘導装置を搭載した型。K-47など。
- 675MU型 - 675K型の発展型として、カセトカB型海軍衛星偵察・誘導装置およびウスペフU型空軍衛星偵察・誘導装置を搭載した型。K-28など。

これらの改装型も含めて、1994年までに全艦が退役し、運用を終了した。